# Động đất ngoài khơi Fukushima 2016
Động đất ngoài khơi Fukushima 2016 (福島県沖地震 Fukushimaken'oki jishin) xảy ra vào lúc 05:59 (theo giờ địa phương), ngày 22 tháng 11 năm 2016. Theo Cục Khí tượng Nhật Bản, trận động đất có cường độ 7.4 richter, tâm chấn nằm ngoài khơi tỉnh Fukushima với độ sâu 11,4 km. Ngay sau khi động đất xảy ra, Cục Khí tượng Nhật Bản đã phát tín hiệu cảnh báo sóng thần, ước tính chiều cao sóng thần đạt được từ 1–3m.
Hậu quả trận động đất làm 21 người bị thương (trong đó có 3 trường hợp nguy kịch), nhưng đã có báo cáo vụ hoả hoạn xảy ra và không gây thiệt hại lớn. Đối với nhà máy điện hạt nhân Fukushima I đã ngừng hoạt động 5 năm trước đó, một trong các hệ thống làm mát nhiên liệu đã qua sử dụng trong thời gian ngắn, mặc dù không phát hiện thấy sự thay đổi có thể đo lường được về mức độ bức xạ.

## Sóng thần

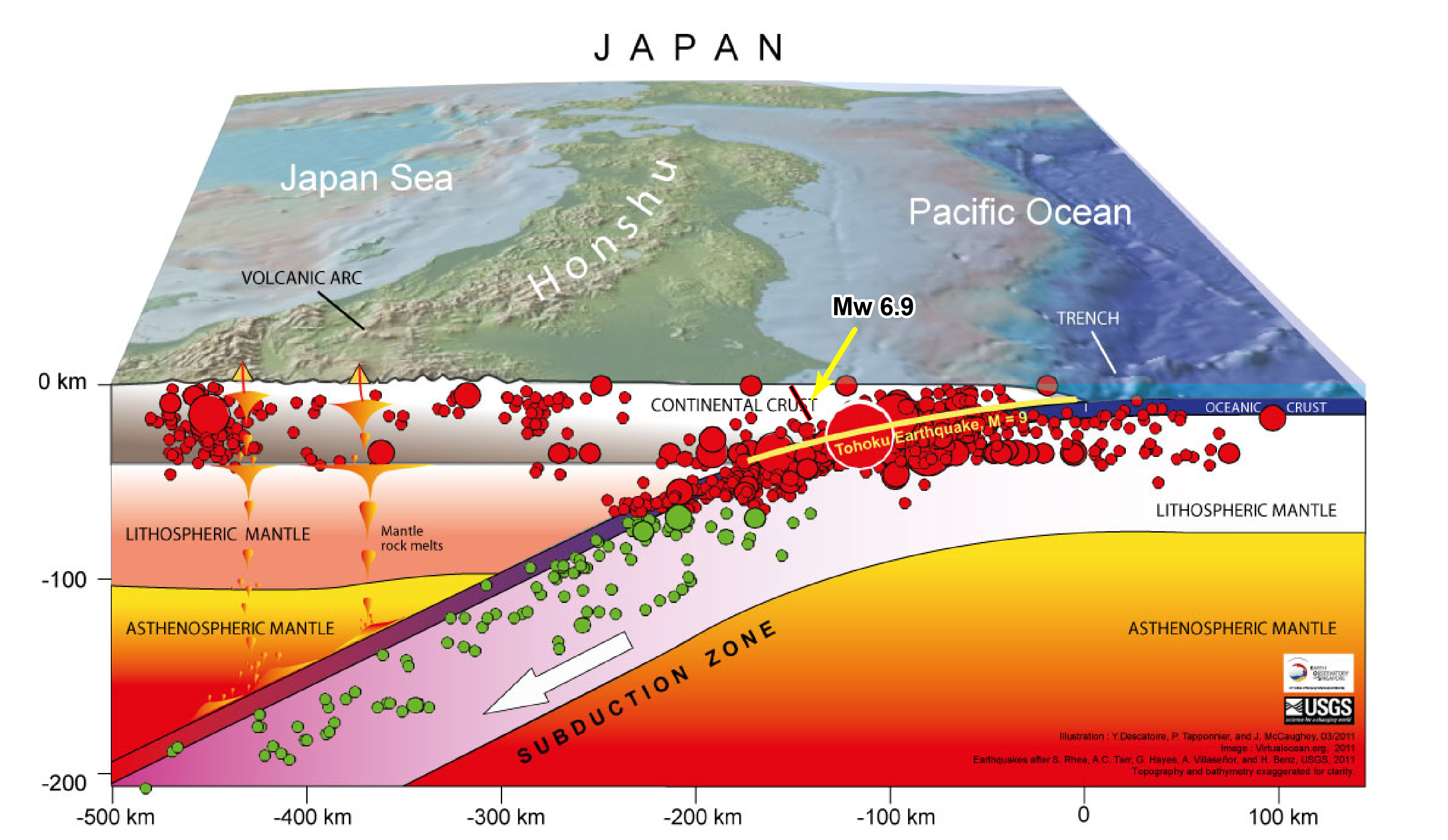
Hình ảnh sơ đồ khối cho thấy vị trí của trận động đất 7.4 richter (2016). Trận động đất xảy ra mảng chồng lên phía trên giao diện với mảng hút chìm đã bị vỡ trong trận động đất và sóng thần Tōhoku 2011

Ngay sau khi động đất xảy ra, chính quyền địa phương thông báo người dân ở khu vực ven biển Fukushima sơ tán ngay lập tức do có thể xảy ra sóng thần với những con sóng cao tới 3m. Những đợt sóng cao tới 1m ập vào bờ biển Fukushima trong 1 tiếng đồng hồ sau động đất. Theo NHK, sóng thần cao 1,4 m đã ghi nhận tại cảng Sendai, Tỉnh Miyagi. Sau vài giờ, cảnh báo sóng thần đã mở rộng ra toàn bộ bờ biển Hokkaido, Tōhoku, Kanto giáp Thái Bình Dương.